# Son (unitat)
El son és una unitat de mesura logarítmica i adimensional (similar al decibel i, encara més, al fon) que s'usa per indicar la intensitat amb la qual es percep un so donat. El son és una unitat utilitzada per establir la relació real de sonoritat entre dos sons diferents. L'altra unitat de sonoritat, el fon, no pot fer-ho. Està definit arbitràriament com la sonoritat d'un so sinusoidal d'1 kHz amb un nivell de pressió sonora (intensitat) de 40 {\displaystyle dB_{SPL}}.
{\displaystyle Sonoritat=2^{(NS-40)/10}}
NS = Nivell de sonoritat (fons)